# Souvenir of Their Visit to America
Souvenir of Their Visit to America — первый из трёх мини-альбомов группы «Битлз», вышедших в США. Данный мини-альбом был выпущен 23 марта 1964 года лейблом Vee-Jay (номер по каталогам VJ EP 1-903). В мини-альбом вошло четыре песни группы, уже выпущенные лейблом Vee-Jay на американском альбоме Introducing... The Beatles. В чартах мини-альбом не участвовал, вышел лишь в моно-версии.

## История выпуска
Лейбл Capitol Records, подразделение EMI и братский лейбл Parlophone (основного звукозаписывающего лейбла группы), долгое время отказывался от выпуска любых песен «Битлз» в США. По этой причине первые два американских сингла группы, а также американский альбом Introducing... The Beatles были выпущены относительно небольшим лейблом Vee-Jay, который не располагал достаточными ресурсами для рекламы и промоции своих дисков, в связи с чем эти записи раскупались довольно плохо. В конце концов Vee-Jay лишился своих прав на издание песен «Битлз» в связи с неуплатой авторских отчислений, после чего права на издание сингла She Loves You перешли к ещё более мелкому лейблу Swan Records.
В ноябре 1963 года, когда «Битлз» были включены в число участников популярного в США «Шоу Эда Салливана» (выступление состоялось в феврале 1964 года), Capitol Records в конце концов поменял своё мнение о потенциале группы. Согласно юридическим договорённостям между Capitol Records и Vee-Jay, последний получил право на сбыт уже имеющихся записей «Битлз» до 10 октября 1964 года, после чего все права в США на записи «Битлз», созданные под контролем EMI, переходили к Capitol Records.
Мини-альбом Souvenir of Their Visit to America, подготовленный и выпущенный Vee-Jay до истечения их прав, стал весьма успешным, однако музыкальные журналы отказались оценивать его рейтинги в чартах в связи с тем, что часть продаж этого альбома осуществлялась посредством почтовых заказов, а также потому, что мини-альбомы как формат музыкальной записи не пользовались в США особой популярностью. Изначально мини-альбом был выпущен в специальной картонной коробке по достаточно высокой цене в 1 доллар и 29 центов; довольно быстро появился второй выпуск, уже в обычном бумажном конверте и по цене обычного сингла. По данным Vee-Jay, было продано около миллиона копий.

## Список композиций
Сторона «А»
1. «Misery» — 1:50 (Леннон — Маккартни)
2. «A Taste of Honey» — 2:05 (Бобби Скотт / Рик Марлоу)

Сторона «Б»
1. «Ask Me Why» — 2:28 (Леннон — Маккартни)
2. «Anna» — 2:57 (Артур Александер)